# Irina Falconi
Pour les articles homonymes, voir Falconi.
Irina Falconi, née le 4 mai 1990 à Portoviejo, est une joueuse de tennis américaine, professionnelle de 2006 à 2023.

## Carrière
Elle atteint sa première finale sur le circuit WTA en double à l'Open de Washington 2012 avec Chanelle Scheepers mais s'y incline contre Shuko Aoyama et Chang Kai-Chen. Elle atteint encore la finale du tournoi de Dallas quelques semaines plus tard avec Līga Dekmeijere puis celle de Bogota en 2015 avec Shelby Rogers sans parvenir à remporter un titre.
En 2016, elle remporte son premier titre WTA en simple au Tournoi de Bogota.

## Palmarès

### Titre en simple dames
| No | Date       | Nom et lieu du tournoi        | Catégorie | Dotation  | Surface      | Finaliste             | Score         |          |
| -- | ---------- | ----------------------------- | --------- | --------- | ------------ | --------------------- | ------------- | -------- |
| 1  | 11-04-2016 | Claro Open Colsanitas, Bogotá | Intern'l  | 250 000 $ | Terre (ext.) | Sílvia Soler Espinosa | 6-2, 2-6, 6-4 | Parcours |

### Finale en simple dames
Aucune

### Titre en double dames
Aucun

### Finales en double dames
| No | Date       | Nom et lieu du tournoi       | Catégorie | Dotation  | Surface      | Vainqueures                            | Partenaire         | Score            |          |
| -- | ---------- | ---------------------------- | --------- | --------- | ------------ | -------------------------------------- | ------------------ | ---------------- | -------- |
| 1  | 30-07-2012 | Citi Open Washington         | Intern'l  | 220 000 $ | Dur (ext.)   | Shuko Aoyama Chang Kai-chen            | Chanelle Scheepers | 7-5, 6-2         | Parcours |
| 2  | 19-08-2012 | Texas Tennis Open Dallas     | Intern'l  | 220 000 $ | Dur (ext.)   | Marina Eraković Heather Watson         | Līga Dekmeijere    | 6-3, 6-0         | Parcours |
| 3  | 13-04-2015 | Claro Open Colsanitas Bogotá | Intern'l  | 250 000 $ | Terre (ext.) | Paula C. Gonçalves Beatriz Haddad Maia | Shelby Rogers      | 6-3, 3-6, [10-6] | Parcours |

## Parcours en Grand Chelem

### En simple dames
| Année | Open d'Australie                                 | Open d'Australie                                 | Internationaux de France                             | Internationaux de France                               | Wimbledon                                               | Wimbledon                                           | US Open                                          | US Open          |
| ----- | ------------------------------------------------ | ------------------------------------------------ | ---------------------------------------------------- | ------------------------------------------------------ | ------------------------------------------------------- | --------------------------------------------------- | ------------------------------------------------ | ---------------- |
| 2009  | —                                                | —                                                | —                                                    | —                                                      | —                                                       | —                                                   | Q1 \|\| style="text-align:left" \| Lauren Embree |                  |
| 2010  | —                                                | —                                                | —                                                    | —                                                      | —                                                       | —                                                   | 1er tour (1/64)                                  | Flavia Pennetta  |
| 2011  | 1er tour (1/64)                                  | Alisa Kleybanova                                 | 1er tour (1/64)                                      | Gisela Dulko                                           | 1er tour (1/64)                                         | Stéphanie Dubois                                    | 3e tour (1/16)                                   | Sabine Lisicki   |
| 2012  | 1er tour (1/64)                                  | Alberta Brianti                                  | 2e tour (1/32)                                       | Samantha Stosur                                        | 1er tour (1/64)                                         | Victoria Azarenka                                   | 1er tour (1/64)                                  | Olga Puchkova    |
| 2013  | Q2 \|\| style="text-align:left" \| Chan Yung-jan | Q3 \|\| style="text-align:left" \| Zuzana Kučová | Q3 \|\| style="text-align:left" \| Ajla Tomljanović  | Q1 \|\| style="text-align:left" \| Anastasia Rodionova |                                                         |                                                     |                                                  |                  |
| 2014  | 2e tour (1/32)                                   | Ekaterina Makarova                               | Q1 \|\| style="text-align:left" \| Heather Watson    | Q3 \|\| style="text-align:left" \| Andreea Mitu        | Q2 \|\| style="text-align:left" \| Mirjana Lučić-Baroni |                                                     |                                                  |                  |
| 2015  | 2e tour (1/32)                                   | Madison Brengle                                  | 3e tour (1/16)                                       | Julia Görges                                           | 1er tour (1/64)                                         | Karolína Plíšková                                   | 2e tour (1/32)                                   | Venus Williams   |
| 2016  | 2e tour (1/32)                                   | Roberta Vinci                                    | 2e tour (1/32)                                       | Pauline Parmentier                                     | 1er tour (1/64)                                         | Marina Erakovic                                     | 1er tour (1/64)                                  | Çağla Büyükakçay |
| 2017  | 2e tour (1/32)                                   | Nicole Gibbs                                     | Q1 \|\| style="text-align:left" \| Petra Martić      | 1er tour (1/64)                                        | Angelique Kerber                                        | Q1 \|\| style="text-align:left" \| Viktoriya Tomova |                                                  |                  |
| 2018  | 1er tour (1/64)                                  | Daria Gavrilova                                  | Q1 \|\| style="text-align:left" \| Caroline Dolehide | Q2 \|\| style="text-align:left" \| Antonia Lottner     | Q1 \|\| style="text-align:left" \| Elena Rybakina       |                                                     |                                                  |                  |
|       |                                                  |                                                  |                                                      |                                                        |                                                         |                                                     |                                                  |                  |
| 2021  | Q1 \|\| style="text-align:left" \| Wang Xinyu    | —                                                | —                                                    | —                                                      | —                                                       | —                                                   | —                                                |                  |
|       |                                                  |                                                  |                                                      |                                                        |                                                         |                                                     |                                                  |                  |
| 2023  | —                                                | —                                                | —                                                    | —                                                      | Q1 \|\| style="text-align:left" \| Sofia Kenin          | —                                                   | —                                                |                  |

À droite du résultat, l’ultime adversaire.

### En double dames
| Année | Open d'Australie             | Open d'Australie            | Internationaux de France      | Internationaux de France     | Wimbledon                     | Wimbledon                   | US Open                       | US Open                            |
| ----- | ---------------------------- | --------------------------- | ----------------------------- | ---------------------------- | ----------------------------- | --------------------------- | ----------------------------- | ---------------------------------- |
| 2011  | -                            | -                           | -                             | -                            | -                             | -                           | 1er tour (1/32) E. Gallovits  | A. Bondarenko K. Bondarenko        |
| 2012  | 1er tour (1/32) R. Marino    | Gisela Dulko F. Pennetta    | -                             | -                            | 2e tour (1/16) C. Scheepers   | A. Radwańska U. Radwańska   | 2e tour (1/16) Maria Sanchez  | M. Kirilenko Nadia Petrova         |
| 2013  | 2e tour (1/16) Shuko Aoyama  | Cara Black An. Rodionova    | 1er tour (1/32) Mervana Jugić | Hsieh Su-wei Peng Shuai      | 1er tour (1/32) Tatjana Maria | Jana Čepelová Kalashnikova  | -                             | -                                  |
| 2014  | -                            | -                           | -                             | -                            | -                             | -                           | 1er tour (1/32) A. Tatishvili | Kimiko Date B. Z. Strýcová         |
| 2015  | 1er tour (1/32) Petra Martić | Anabel Medina Y. Shvedova   | -                             | -                            | 1er tour (1/32) D. Gavrilova  | An. Rodionova Ar. Rodionova | 1er tour (1/32) A. Tatishvili | Sara Errani F. Pennetta            |
| 2016  | 2e tour (1/16) V. Lepchenko  | Anabel Medina Arantxa Parra | 1er tour (1/32) Mónica Puig   | A. Hlaváčková Lucie Hradecká | 1er tour (1/32) Nicole Gibbs  | Elise Mertens A-S. Mestach  | -                             | -                                  |
| 2017  | -                            | -                           | -                             | -                            | -                             | -                           | 1er tour (1/32) Kristie Ahn   | Sorana Cîrstea Sara Sorribes Tormo |

Sous le résultat, la partenaire ; à droite, l’ultime équipe adverse.

### En double mixte
| Année | Open d'Australie | Open d'Australie | Internationaux de France | Internationaux de France | Wimbledon | Wimbledon | US Open                       | US Open                 |
| ----- | ---------------- | ---------------- | ------------------------ | ------------------------ | --------- | --------- | ----------------------------- | ----------------------- |
| 2011  | -                | -                | -                        | -                        | -         | -         | 1/4 de finale Steve Johnson   | L. Hradecká F. Čermák   |
| 2012  | -                | -                | -                        | -                        | -         | -         | 1er tour (1/16) Steve Johnson | Kim Clijsters Bob Bryan |

Sous le résultat, le partenaire ; à droite, l’ultime équipe adverse.

## Parcours en «Premier Mandatory» et «Premier 5»
Découlant d'une réforme du circuit WTA inaugurée en 2009, les tournois WTA « Premier Mandatory » et « Premier 5 » constituent les catégories d'épreuves les plus prestigieuses, après les quatre levées du Grand Chelem.

### En simple dames
| Année |              | Premier Mandatory           | Premier Mandatory          | Premier Mandatory | Premier Mandatory          |       | Premier 5 | Premier 5 | Premier 5  | Premier 5                 | Premier 5 | Premier 5 | Premier 5                 |
| Année | Indian Wells | Miami                       | Madrid                     | Pékin             |                            | Dubaï | Rome      | Canada    | Cincinnati |                           | Tokyo     |           |                           |
| Année | Indian Wells | Miami                       | Madrid                     | Pékin             |                            | Doha  | Rome      | Canada    | Cincinnati |                           | Wuhan     |           |                           |
| Année | Indian Wells | Miami                       | Madrid                     | Pékin             |                            |       | Rome      | Canada    | Cincinnati |                           |           |           |                           |
| 2011  |              |                             |                            |                   |                            |       |           |           |            |                           |           |           | 1er tour (1/32) A. Morita |
| 2012  |              | 2e tour (1/32) S. Stosur    |                            |                   |                            |       |           |           |            |                           |           |           |                           |
| 2015  |              | 2e tour (1/32) G. Muguruza  | 2e tour (1/32) A. Ivanović |                   | 2e tour (1/16) G. Muguruza |       |           |           |            | 1er tour (1/32) H. Watson |           |           |                           |
| 2016  |              | 1er tour (1/64) C. Witthöft | 2e tour (1/32) P. Kvitová  |                   |                            |       |           |           |            |                           |           |           |                           |
| 2017  |              | 1er tour (1/64) J. Janković |                            |                   |                            |       |           |           |            |                           |           |           |                           |

Sous le résultat, l’ultime adversaire.

## Classements WTA en fin de saison
| Année          | 2006 | 2007 | 2008 | 2009 | 2010 | 2011 | 2012 | 2013 | 2014 | 2015 | 2016 | 2017 | 2018 | 2019 | 2020 | 2021 |
| Rang en simple | 1054 | 475  | 761  | 468  | 217  | 80   | 148  | 146  | 114  | 73   | 96   | 129  | 270  | 698  | 325  | 492  |
| Rang en double | –    | 686  | 633  | –    | 257  | 355  | 82   | 95   | 153  | 123  | 347  | 214  | 369  | –    | 919  | –    |

Source : (en) Classements de Irina Falconi sur le site officiel de la Fédération internationale de tennis